# Abbazia di Rottenbuch
L'abbazia di Rottenbuch, presso Weilheim, sul fiume Amper, è un antico monastero di canonici regolari di Sant'Agostino.

## Storia
Le origini di una cella monastica a "Raitenpuch" risalgono probabilmente agli anni a cavallo tra IX e X secolo; attorno al 1070 la cella fu occupata da una comunità di eremiti e il 27 dicembre 1073 i duchi di Baviera, Guelfo e Giuditta, fecero una donazione per trasformare la comunità in monastero di canonici regolari.
È probabile che Altmanno, vescovo di Passau, abbia avuto un ruolo nella vicenda perché negli stessi anni aveva provveduto alla riforma delle comunità canonicali nella sua diocesi.
Da parte dei duchi, la fondazione doveva avere lo scopo di migliorare il controllo sulla zona dell'Ammergau, considerata strategica.
All'epoca della lotta per le investiture, il monastero divenne un importante rifugio per gli esuli aderenti al partito filo-papale; vi trovarono asilo il vescovo Altmanno e il teologo Manegoldo di Lautenbach, che ne fu decano. La proprietà dell'abbazia passò a Roma, come confermato da privilegi pontifici del 1090 e 1092.
Sotto il governo del preposito Ulrico I, l'osservanza di Rottenbuch fu trasmessa ad altri monasteri: Berchtesgaden, Baumburg, Dietramszell, Beuerberg, Bernried, Diessen e Schlehdorf. Verso il 1120 il monastero di Rottenbuch fondò anche una comunità femminile, imitato dalla maggior parte dei suoi monasteri filiali.
Anche dopo il rilassamento del movimento riformatore, il monastero di Rottenbuch, in quanto sede di un arcidiaconato, mantenne una posizione predominante nella diocesi di Frisinga e divenne, insieme con Polling, uno dei centri principali della vita spirituale nella regione.
L'abbazia fu soppressa il 21 marzo 1803, ma la chiesa del monastero continuò a esistere come chiesa parrocchiale.
I locali monastici, in seguito, furono occupati da una comunità di religiose salesiane.